# Little Neston
Little Neston – wieś w Anglii, w hrabstwie ceremonialnym Cheshire, w dystrykcie (unitary authority) Cheshire West and Chester. Leży 15 km na północny zachód od miasta Chester i 280 km na północny zachód od Londynu. W 2001 miejscowość liczyła 3390 mieszkańców.